# Серпенте Аурео (театр)
Театр Серпенте Аурео (итал. Teatro Serpente Aureo) — исторический оперный театр в городе Оффида, провинция Асколи-Пичено, регион Марке, Италия. Построен в 1862 году по проекту архитектора Пьетро Маджи в стиле позднего барокко. Театр является одним из архитектурных и культурных символов города, отличается характерной подковообразной формой зала, богатым интерьерным декором и сохранённой театральной традицией. В настоящее время используется для культурных мероприятий, концертов, театральных постановок и торжеств, в том числе в рамках ежегодного карнавала.

## История
Согласно архивным документам, уже до 1768 года в зале заседаний Палаццо Комунале в Оффиде имелся сценический подиум, использовавшийся для театральных представлений. Особенностью той сцены было отсутствие сословного разделения: она была доступна всем слоям населения. 8 июля 1768 года городской совет утвердил проект горожан Паоло Чиполлетти и Гаэтано Кастеллотти по созданию нового деревянного театра с полноценной сценой, двадцатью девятью ложами, расположенными в три яруса, и галереей.
Проект предусматривал строительство только первого этажа из кирпича, а финансирование должно было осуществляться исключительно за счёт частных лиц. Коммуна, со своей стороны, освобождалась от расходов, получив в обмен право пользования центральной ложей. Частным лицам предлагались ложи за плату в размере восьми скуди. Театр был построен в 1771 году, но вскоре выяснилось, что его вместимость недостаточна: многим дворянским семьям не хватило лож, а партёр оказался слишком тесным. Кроме того, расстояние между зрителями в партере и нижним ярусом лож было слишком малым.
Несмотря на эти неудобства, конструкция театра оставалась неизменной до 1820 года. Уже в октябре 1801 года было принято решение о его радикальной реконструкции: Паоло Чиполлетти был назначен ответственным за переустройство, а проект подготовил архитектор Пьетро Маджи. Строительство нового здания началось в 1820 году в северной части двора Палаццо Комунале и завершилось в 1862 году.

## Архитектура и оформление
Современное здание театра, завершённое в 1862 году, представляет собой пример театра итальянского типа с подковообразным залом и барочной декоративной отделкой. Вход в театр расположен под портиком Палаццо Комунале, поскольку здание не имеет собственного фасада. Зрительный зал включает 50 лож, расположенных на трёх ярусах, а также партёр и галерею. В фойе установлены четыре статуи, изображающие муз.

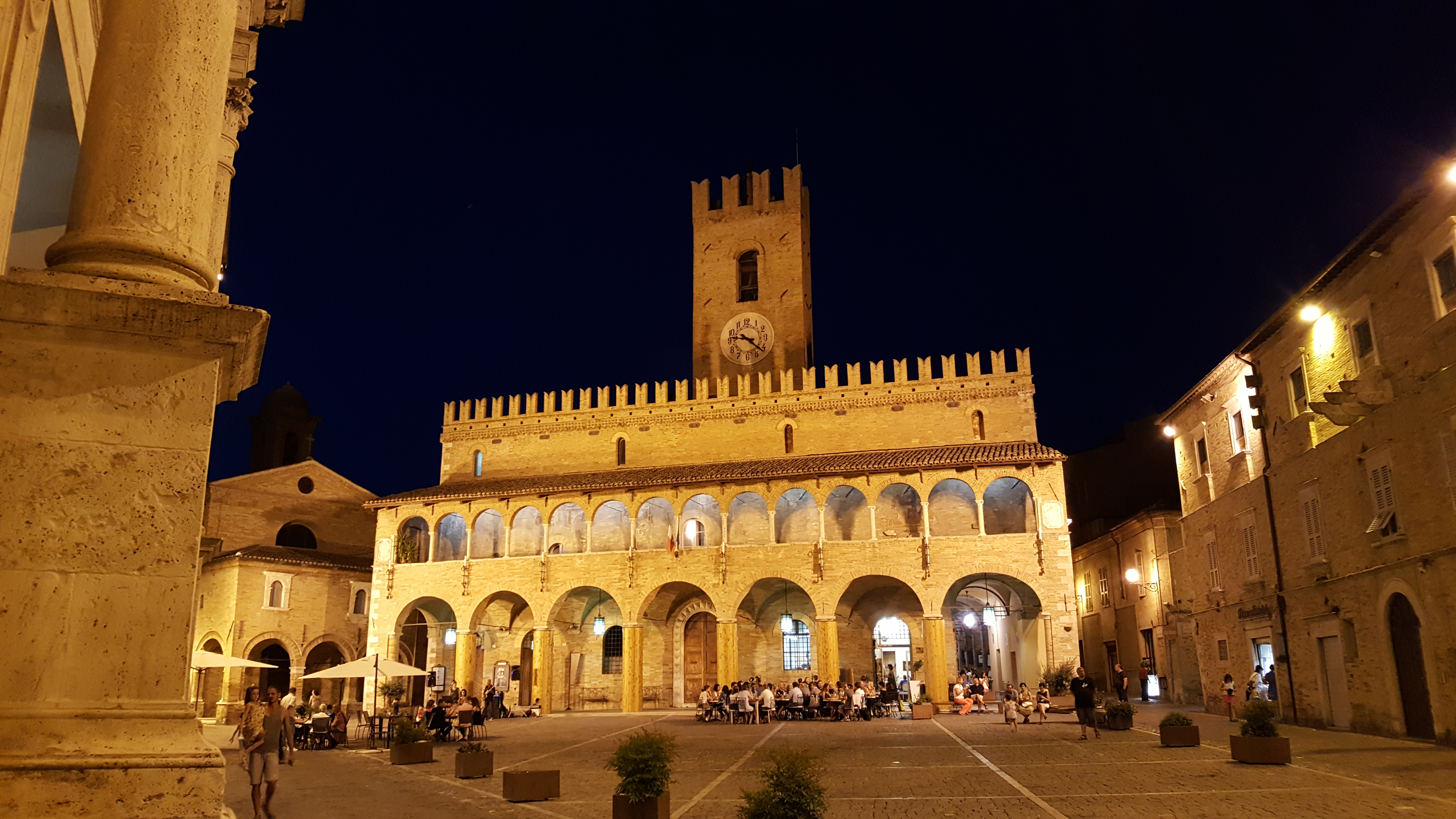
Палаццо Комунале в Оффиде — историческое здание XIII–XV веков, во внутреннем дворе которого расположен. Вход в театр находится под аркадой в центре фасада.

Интерьер украшают позолоченные резные элементы и лепнина на зелёном фоне, выполненные Джованни Баттистой Бернарди. Сводчатый потолок расписан художником Альчиде Аллеви: фреска изображает Аполлона и муз. По периметру зала размещены восемь медальонов с изображениями выдающихся композиторов оперы и драмы. Центральным элементом убранства служит художественная люстра с хрустальными шарами. Сцену украшает оригинальный занавес с изображением легендарного Золотого Змея, от которого и произошло название театра.

## Реставрации и изменения в XX–XXI веках
В XX веке театр неоднократно подвергался реставрационным и техническим модернизациям. В ноябре 1907 года газовое освещение было заменено на электрическое. В 1922 году по проекту инженера Дж. Кондьо уровень партера был понижен. Между 1928 и 1930 годами инженер Росини провёл работы по укреплению конструкций здания.
В 1950 году одна из лож была переоборудована в кинопроекционную кабину, а в 1954 году было полностью заменено напольное покрытие и установлена система отопления. В 1991 году начался новый этап реконструкции с установкой современных инженерных систем, завершившийся в 2002 году. В этом же году состоялось официальное повторное открытие театра.

## Современное использование
Театр Serpente Aureo продолжает действовать как многофункциональная культурная площадка, находясь под прямым управлением администрации коммуны Оффида. В нём проводятся театральные постановки, концерты, фестивали, официальные церемонии (в том числе гражданские бракосочетания) и традиционные карнавальные балы. Общая вместимость театра составляет 317 мест. Особенно известны масштабные карнавальные балы — так называемые Veglionissimi, — проходящие здесь ежегодно.
Театр является одной из сцен Ассоциации театральной деятельности Марке (AMAT) и регулярно используется для гастролей, образовательных программ и культурных инициатив. В 2000-х годах в театре проходили резиденции современных театральных компаний, в рамках проектов по формированию публики и взаимодействию с территорией.
В сентябре в театре проводится фестиваль Offida Opera Festival, посвящённый камерной и оперной музыке высокого уровня. Кроме того, театр участвует в городских карнавальных торжествах, во время которых Оффида превращается в центр народных гуляний.
В январе 2025 года театр Serpente Aureo был официально включён в коллективную заявку на включение в список Всемирного наследия ЮНЕСКО, совместно с ещё тринадцатью историческими театрами региона Марке. Проект подан на рассмотрение с ожидаемой датой принятия решения в 2026 году. Кандидатура подчёркивает архитектурную ценность здания, его роль в музыкальной и театральной жизни региона, а также значение театра как символа культурной идентичности города Оффида.